# Ioana Raluca Olaru
Ioana Raluca Olaru (Bucarest, Rumanía, 3 de marzo de 1989) es una extenista profesional de Rumanía.
Es ganadora de 11 títulos individuales y 11 dobles en el Circuito ITF, Olaru alcanzado en la WTA una final de sencillos, en Gastein Ladies 2009, tras perder ante Andrea Petkovic por 6-2, 6-3. También ha ganó dos títulos de dobles y son en el Abierto de Tashkent en el 2008 y Abierto Mexicano Telcel en el 2011.
Olaru fue una jugadora júnior exitosa. Ella logró el subcampeón en sencillos y dobles en el Abierto de Francia 2005, y capturó el Abierto de EE. UU. 2006 el título de dobles junto con Mihaela Buzărnescu. Su mejor profesional grand slam resultado hasta ahora ha sido la tercera ronda del Abierto de Francia de 2007, cuando derrotó a la 30 ª semilla Julia Vakulenko en dos sets y perdió ante la eventual finalista, la séptima semilla Ana Ivanovic . Olaru llegó a su más sencillos ranking, n.º 53 del mundo, el 27 de julio de 2009, y su mejor clasificación de dobles, N º 44, el 28 de septiembre de 2015. 

## Títulos WTA (11; 0+11)

### Individual (0)
| Leyenda                                        |
| ---------------------------------------------- |
| Grand Slam (0)                                 |
| Juegos Olímpicos (0)                           |
| WTA Tour Championships (0)                     |
| Tier I, P. Mandatory & Premier 5, WTA 1000 (0) |
| Tier II, Premier, WTA 500 (0)                  |
| Tier III, International, WTA 250 (0)           |

#### Finalista (1)
| N.º | Fecha               | Torneos     | Superficie    | Oponente en la final | Resultado |
| --- | ------------------- | ----------- | ------------- | -------------------- | --------- |
| 1.  | 26 de julio de 2009 | Bad Gastein | Tierra batida | Andrea Petković      | 2-6, 3-6  |

### Dobles (11)
| eyenda                                         |
| ---------------------------------------------- |
| Grand Slam (0)                                 |
| Juegos Olímpicos (0)                           |
| WTA Tour Championships (0)                     |
| Tier I, P. Mandatory & Premier 5, WTA 1000 (0) |
| Tier II, Premier, WTA 500 (1)                  |
| Tier III, International, WTA 250 (10)          |

| N.º | Fecha                 | Torneos         | Superficie    | Pareja             | Oponentes en la final                | Resultado           |
| --- | --------------------- | --------------- | ------------- | ------------------ | ------------------------------------ | ------------------- |
| 1.  | 5 de octubre de 2008  | Tashkent        | Dura          | Olga Savchuk       | Nina Bratchikova Kathrin Wörle       | 5-7, 7-5, [10-7]    |
| 2.  | 26 de febrero de 2011 | Acapulco        | Dura          | Mariya Koryttseva  | Arantxa Parra Lourdes Domínguez      | 5-7, 7-5, [10-7]    |
| 3.  | 15 de junio de 2013   | Núremberg       | Tierra batida | Valeria Solovyeva  | Anna-Lena Grönefeld Květa Peschke    | 2-6, 7-6(3), [11-9] |
| 4.  | 12 de octubre de 2014 | Linz            | Dura          | Anna Tatishvili    | Annika Beck Caroline Garcia          | 6-2, 6-1            |
| 5.  | 1 de octubre de 2016  | Tashkent        | Dura          | İpek Soylu         | Demi Schuurs Renata Voráčová         | 7-5, 6-3            |
| 6.  | 14 de enero de 2017   | Hobart          | Dura          | Olga Savchuk       | Gabriela Dabrowski Zhaoxuan Yang     | 0-6, 6-4, [10-5]    |
| 7.  | 23 de julio de 2017   | Bucarest        | Tierra batida | Irina-Camelia Begu | Elise Mertens Demi Schuurs           | 6-3, 6-3            |
| 8.  | 4 de mayo de 2018     | Rabat           | Tierra batida | Anna Blinkova      | Georgina García Pérez Fanny Stollár  | 6-4, 6-4            |
| 9.  | 26 de mayo de 2018    | Estrasburgo     | Tierra batida | Mihaela Buzărnescu | Nadiia Kichenok Anastasia Rodionova  | 7-5, 7-5            |
| 10. | 21 de marzo de 2021   | San Petersburgo | Dura (i)      | Nadiia Kichenok    | Kaitlyn Christian Sabrina Santamaria | 2-6, 6-3, [10-8]    |
| 11. | 28 de agosto de 2021  | Chicago I       | Dura          | Nadiia Kichenok    | Lyudmyla Kichenok Makoto Ninomiya    | 7-6(6), 5-7, [10-8] |

#### Finalista (13)
| N.º | Fecha                    | Torneos     | Superficie    | Pareja             | Oponentes en la final                | Resultado           |
| --- | ------------------------ | ----------- | ------------- | ------------------ | ------------------------------------ | ------------------- |
| 1.  | 5 de julio de 2008       | Budapest    | Tierra batida | Vanessa Henke      | Alizé Cornet Janette Husárová        | 7-6(5), 1-6, [6-10] |
| 2.  | 14 de abril de 2013      | Katowice    | Dura (i)      | Valeria Solovyeva  | Lara Arruabarrena Lourdes Domínguez  | 4-6, 5-7            |
| 3.  | 24 de mayo de 2014       | Núremberg   | Tierra batida | Shahar Peer        | Michaëlla Krajicek Karolína Plíšková | 0-6, 6-4, [6-10]    |
| 4.  | 27 de julio de 2014      | Bakú        | Dura          | Shahar Peer        | Alexandra Panova Heather Watson      | 2-6, 6-7(3)         |
| 5.  | 25 de mayo de 2015       | Núremberg   | Tierra batida | Lara Arruabarrena  | Hao-Ching Chan Anabel Medina         | 4-6, 6-7(5)         |
| 6.  | 29 de abril de 2016      | Rabat       | Tierra batida | Tatjana Maria      | Xenia Knoll Aleksandra Krunić        | 3-6, 0-6            |
| 7.  | 7 de enero de 2017       | Shenzhen    | Dura          | Olga Savchuk       | Andrea Hlaváčková Shuai Peng         | 1-6, 5-7            |
| 8.  | 29 de septiembre de 2018 | Tashkent    | Dura          | Irina-Camelia Begu | Olga Danilović Tamara Zidanšek       | 5-7, 3-6            |
| 9.  | 19 de octubre de 2018    | Moscú       | Dura (i)      | Darija Jurak       | Alexandra Panova Laura Siegemund     | 2-6, 6-7(2)         |
| 10. | 16 de agosto de 2020     | Praga       | Tierra batida | Monica Niculescu   | Lucie Hradecká Kristýna Plíšková     | 2-6, 2-6            |
| 11. | 20 de septiembre de 2020 | Roma        | Tierra batida | Anna-Lena Friedsam | Su-Wei Hsieh Barbora Strýcová        | 2-6, 2-6            |
| 12. | 26 de junio de 2021      | Bad Homburg | Hierba        | Nadiia Kichenok    | Darija Jurak Andreja Klepač          | 3-6, 1-6            |
| 13. | 23 de octubre de 2021    | Moscú       | Dura (i)      | Nadiia Kichenok    | Jeļena Ostapenko Kateřina Siniaková  | 2-6, 6-4, [8-10]    |

## Títulos WTA125s

### Dobles (0)

#### Finalista (1)
| N.º | Fecha              | Torneos | Superficie    | Pareja     | Oponentes                | Resultado |
| --- | ------------------ | ------- | ------------- | ---------- | ------------------------ | --------- |
| 1.  | 5 de junio de 2016 | Bol     | Tierra batida | İpek Soylu | Xenia Knoll Petra Martić | 3–6, 2–6  |

## Resultado en Grand Slam

### Individual
| Tournament                | 2003 | 2004 | 2005 | 2006 | 2007 | 2008 | 2009 | 2010 | 2011 | 2012 | 2013 | G–P  |
| ------------------------- | ---- | ---- | ---- | ---- | ---- | ---- | ---- | ---- | ---- | ---- | ---- | ---- |
| Abierto de Australia      | A    | A    | A    | A    | A    | 1R   | A    | 1R   | A    | A    | A    | 0–2  |
| Roland Garros             | A    | A    | A    | A    | 3R   | 1R   | 1R   | 1R   | A    | A    | A    | 2–4  |
| Wimbledon                 | A    | A    | A    | A    | A    | 1R   | 2R   | 2R   | A    | A    | A    | 2–3  |
| Abierto de Estados Unidos | A    | A    | A    | A    | 2R   | 2R   | 1R   | A    | A    | A    | A    | 2–3  |
| Ganados–Perdidos          | 0–0  | 0–0  | 0–0  | 0–0  | 3–2  | 0–4  | 1–4  | 1–2  | 0–0  | 0–0  | 0–0  | 6–12 |